# St. Theresia (Schafbrücke)

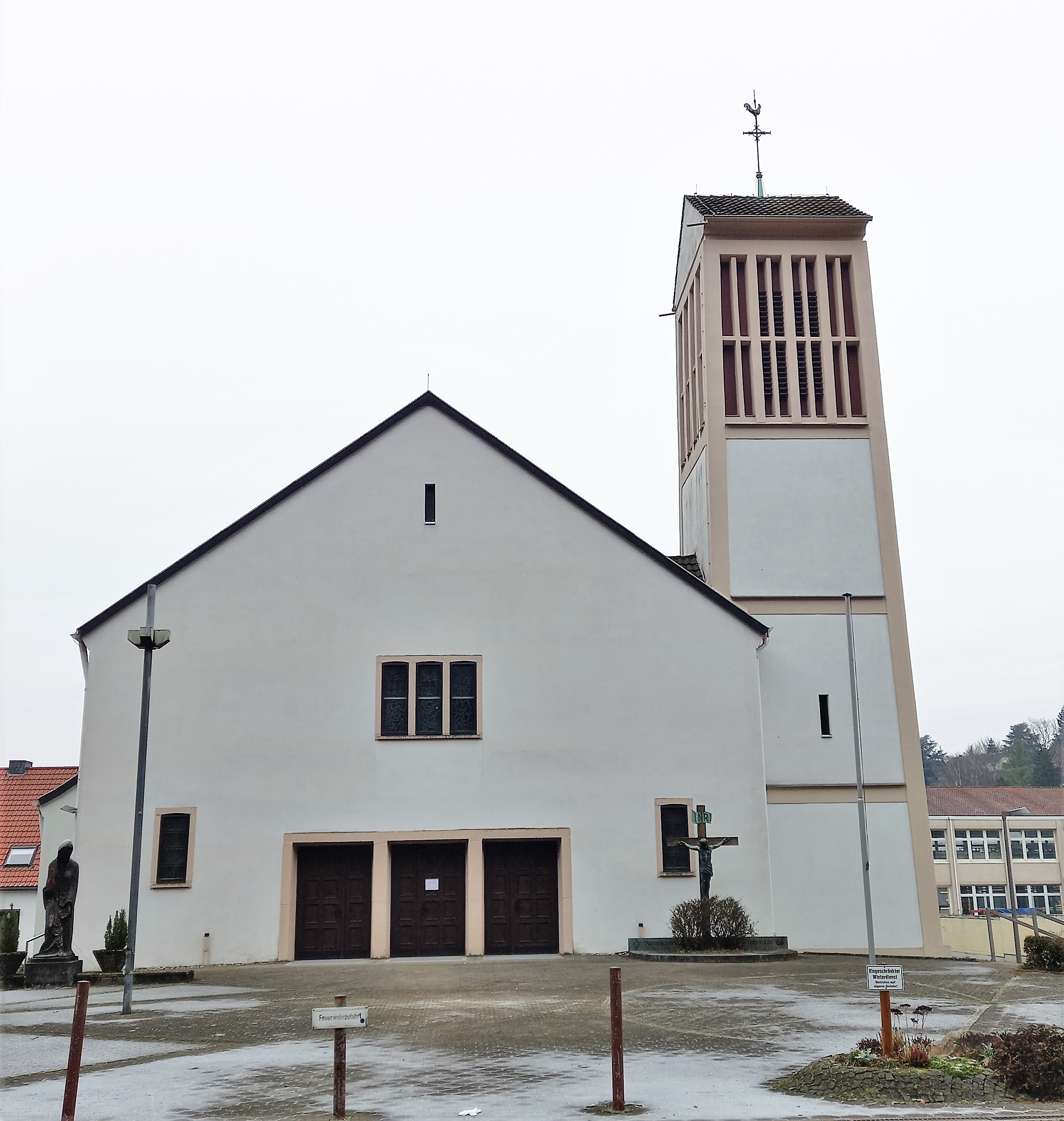
Die katholische Kirche St. Theresia im Saarbrücker Stadtteil Schafbrücke

Die Kirche St. Theresia ist eine römisch-katholische Kirche in Saarbrücken-Schafbrücke im Bistum Trier. Sie ist seit 2022 Kirchort der Pfarrei „Scheidter Tal St. Remigius“ und als solcher auch für die Gemeinde Bischmisheim zuständig. Zur Pfarrei gehören noch die Kirchorte St. Ursula in Saarbrücken-Scheidt und Heilige Familie in St. Ingbert-Rentrisch.

## Geschichte
Nachdem 1935 durch Abpfarrung aus der Saarbrücker Pfarrei St. Johann die Pfarrgemeinde St. Theresia Schafbrücke-Bischmisheim gegründet worden war, wurde in den Jahren 1951–1952 die Pfarrkirche St. Theresia vom Kinde Jesu gebaut und seither mehrfach umgestaltet (zuletzt 1999). Sie gehörte ab 2011 zur „Pfarreiengemeinschaft Scheidter Tal“, die 2022 in „Pfarrei Scheidter Tal St. Remigius“ umbenannt wurde.